# Macromantis
Macromantis – rodzaj modliszek z rodziny Photinaidae, jedyny z monotypowej podrodziny Macromantinae. Obejmuje cztery opisane gatunki. Zamieszkują wilgotne lasy równikowe Ameryk Środkowej i Południowej.

## Morfologia

### Owad dorosły
Modliszki dużych rozmiarów, osiągające od 80 do 110 mm długości ciała, co stanowi największe rozmiary w rodzinie. Przedplecze ma boczne krawędzie rozszerzone w formie szczątkowej blaszki szerszej na brzegu prozony niż na brzegu metazony. Chwytne odnóże przedniej pary ma na udzie cztery kolce dyskoidalne i zazwyczaj pięć lub sześć, wyjątkowo cztery lub osiem kolców tylno-brzusznych. Przysadki odwłokowe są krótsze niż połowa długości odwłoka. Genitalia samca cechują się całkowicie zesklerotyzowanymi fallomerami. Fallomer brzuszny ma na prawej krawędzi boczno-dosiebnej dobrze wykształcony, płaski, tępy wyrostek. Fallomer lewy ma blaszkę grzbietową o silnie zesklerotyzowanej części środkowej i pociemniałym oskórku. Apofiza falloidalna jest zakrzywiona i na szczycie zaostrzona.

### Kokon jajowy
Podługowato-owalna, zielonkawa lub żółtawobrązowa, w części odsiebnej jaśniejsza niż u nasady ooteka umieszczana jest pod kątem 90–130° względem podłoża. W części odsiebnej zwęża się ona, czasem tworząc krótki, nitkowaty wyrostek. Zewnętrzna ściana jest skórzasta, chropowata, po bokach opatrzona parą wyraźnych, podłużnych, w kierunku odsiebnym zbiegających się szwów. Komory jajowe od ściany zewnętrznej oddziela warstwa obfita w pęcherzyki powietrza, pod naciskiem palców powodująca lekki opór i wydająca strzelające dźwięki. W części grzbietowej wyraźnie wyodrębniony jest rejon wylęgowy, ale otwory dla nimf zasłonięte są ruchomymi, klapkowatymi, trójkątnymi wypustkami ściany zewnętrznej, szczelnie zamykającymi komorę jajową do czasu wylęgu.

## Ekologia i występowanie
Modliszki te zamieszkują wyłącznie krainę neotropikalną, obejmując zasięgiem zarówno jej część południowo-, jak i środkowoamerykańską. Rozmieszczone są od Nikaragui na północy po Amazonię na południu. Zasiedlają wilgotne lasy równikowe. Bytują na różnego typu roślinności.

## Taksonomia i ewolucja
Rodzaj ten wprowadzony został w 1871 roku przez Henriego L.F. de Saussure przez wyodrębnienie dwóch gatunków z rodzaju Cardioptera. Gatunkiem typowym wyznaczono Mantis ovalifolia opisaną w 1813 roku przez Caspara Stolla w 1813 roku. Saussure w 1871 roku zaliczył Macromantis do legionu Mantites, a w 1872 roku przeniósł ją do legionu Thespites.
W 1893 roku Karl Brunner von Wattenwyl na łamach „Annali del Museo civico di storia naturale di Genova” utworzył dla Macromantis i Ardesca ponadrodzajowej rangi takson Macromantides. Przez ponad sto lat Macromantis klasyfikowany był w podrodzinach Mantinae lub Photininae. W bazującym na wynikach molekularnej analizy filogenetycznej systemie Julia Riviery i Gavina J. Svensona z 2016 roku wprowadzona została dla omawianego rodzaju monotypowa podrodzina Macromantinae w obrębie Photinaidae.
Do rodzaju należą cztery opisane gatunki:
- Macromantis hyalina (De Geer, 1773)
- Macromantis nicaraguae Saussure et Zehntner, 1894
- Macromantis ovalifolia (Stoll, 1813)
- Macromantis saussurei Roy, 2002

Według wyników analizy Riviery i Svensona z 2016 roku Macromantis zajmuje w obrębie Photinaidae pozycję bazalną.